# جونگ بو سوک
جونگ بو سوک (انگلیسی: Jeong Bo-seok؛ زادهٔ ۲ مهٔ ۱۹۶۱) یک هنرپیشه، و بازیگر سینما اهل کره جنوبی است. او در ایران بابازی در نقش جیونگ چی سو در سریال تاجر پوسان شناخته شد.

## مجموعه تلویزیونی
- ۱۹۸۷ آهنگ اشتیاق (در نقش دال سو)
- ۱۹۸۸ سون شیم یی
- ۱۹۸۸ خاطرات بانو هه گیونگ (در نقش ولیعهد سادو)
- ۱۹۸۹ کوهستان جیری (در نقش یون ته ریم)
- ۱۹۹۲ عشق من (در نقش لی دونگ چول)
- ۱۹۹۳ فصل طوفانی (در نقش بیونگ ووک)
- ۱۹۹۳ شوهر زن (در نقش کانگ چان وو)
- ۱۹۹۴ همسر پسرم (در نقش کانگ ته ووک)
- ۱۹۹۴ جاه طلبی (در نقش هونگ جین هو)
- ۱۹۹۵ عشق و ازدواج (در نقش کیم سون وو)
- ۱۹۹۵ طلوع درخشان (در نقش کیم اوکیون)
- ۱۹۹۶ از صمیم قلب (در نقش دال سو)
- ۱۹۹۷ اشک رز (در نقش مین گی بوم)
- ۱۹۹۷ مرد سوم (در نقش جانگ جه مین)
- ۱۹۹۸ عشق (در نقش سانگ سو)
- ۱۹۹۸ نمیتوانم از تو چشم بردارم (در نقش کی جونگ)
- ۱۹۹۹ تو (در نقش کیم دونگ هی)
- ۱۹۹۹ وعده (در نقش پارک سونگ هیوک)
- ۲۰۰۰ بیش از آنچه کلمات می‌توانند بگویند (در نقش کانگ جانگ سو)
- ۲۰۰۱ زندگی زیباست (در نقش اه چون گو)
- ۲۰۰۱ تاجر پوسان (در نقش جونگ چی سو)
- ۲۰۰۲ افسانه افسونگر (در نقش ما ماجون)
- ۲۰۰۵ شین دون ( در نقش امپراتور گونگمین)
- ۲۰۰۶ ته جویونگ (در نقش لی هه گو فرمانده خیتان)
- ۲۰۰۸ زندگی تلخ و شیرین (در نقش ها دونگ ون)
- ۲۰۰۹ ضربه عالی روی پشت بام (در نقش جونگ بو سوک)
- ۲۰۱۱ به صدای قلبم گوش کن (در نقش بونگ یونگ کیو)
- ۲۰۱۲ خدای جنگ (در نقش ژنرال چوی یو)
- ۲۰۱۳ الهه آتش (در نقش امپراتور سونجو)
- ۲۰۱۴ صلیب طلایی (در نقش سو دونگ ها)
- ۲۰۱۴ موسیقی فردا (در نقش جا دونگ وو)
- ۲۰۱۶ هیولا (در نقش بیون ایل جه)
- ۲۰۱۷ پادشاه عاشق (در نقش پادشاه چونگنیول)
- ۲۰۱۷ سگ دیوانه (در نقش چا جون کیو)
- ۲۰۱۸ جراحان قلب (در نقش یون هیون ایل)
- ۲۰۲۰ دکتر رمانتیک (در نقش به مون)
- ۲۰۲۰ داستان عشق خانگی (در نقش وون جانگ هو)
- ۲۰۲۱ بازرس مخفی سلطنتی و جوی (در نقش پا ک سئونگ)
- ۲۰۲۲ بادکنک قرمز (در نقش جو ته بونگ)
- ۲۰۲۳ کانگ نام سون قدرتمند (در نقش یو جان هی)
- ۲۰۲۴ او کیست (در نقش پارک گاپ یانگ)